# 曹緣

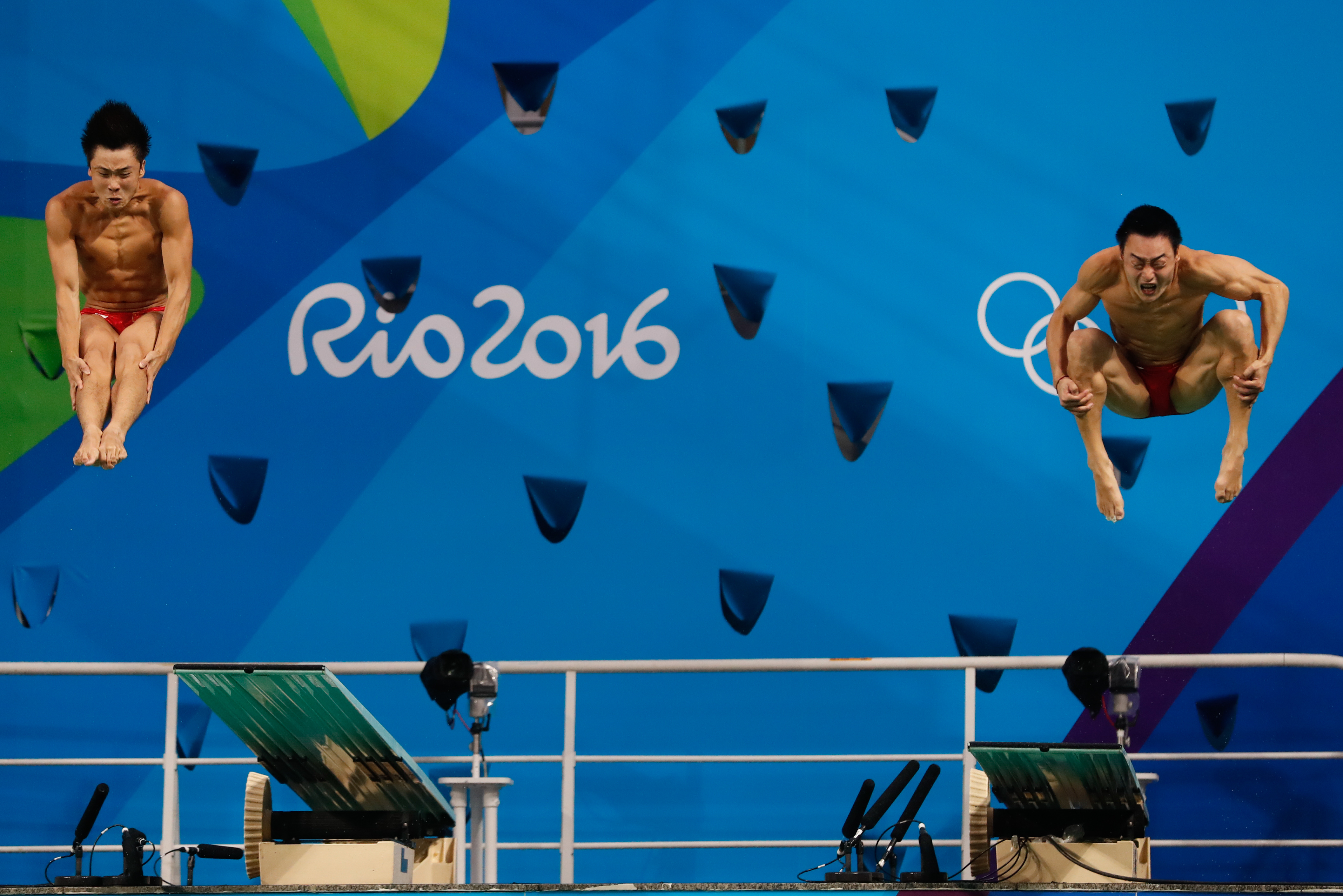
曹缘（左）与秦凯搭档参加2016年夏季奧林匹克運動會跳水男子雙人3米彈板比賽

曹緣（1995年2月7日—），湖南长沙人，中國男子跳水運動員。

## 簡歷
2010年10月，曹緣在全國跳水錦標賽上成功完成難度系數達3.8的5156B動作（向前翻騰兩周半轉體三周屈體），成為世上首個在10米跳臺上做出這一高難度動作的跳水運動員。同年11月，曹緣代表中國參加廣州舉行的亞洲運動會跳水比賽，出戰男子10米高臺。並以557.15分力壓隊友火亮，贏得金牌。
2012年，曹缘代表中国出戰英國倫敦舉行的奥林匹克运动会跳水比賽男子雙人10米高臺賽事，并获得冠军。
2013年世界游泳錦標賽，曹緣和張雁全再次組成搭檔出戰男子雙人10米跳臺比賽，但他們在第四跳和第五跳出現嚴重失誤，僅獲得銅牌，未能實現『大滿貫』。
在2016年里约奥运会上获得男子双人三米跳板铜牌（搭档秦凯）、男子个人三米跳板金牌。

## 獎項

### 奧運會
- 2012年倫敦奧運會男子双人10米跳台： - 金牌（與張雁全合作）
- 2016年里约熱內盧奥运会男子双人三米跳板： - 銅牌（與秦凱合作）
- 2016年里约熱內盧奥运会男子三米跳板： - 金牌
- 2020年東京奥运会男子双人10米跳台： - 銀牌（與陈艾森合作）
- 2020年東京奥运会男子10米跳台： - 金牌
- 2024年巴黎奧運會男子10米跳台： - 金牌

### 亞洲運動會
- 2010年亞洲運動會 男子10米跳台： - 金牌
- 2014年亞洲運動會 男子三米跳板： - 金牌
- 2014年亞洲運動會 男子双人三米跳板： - 金牌（與林躍合作）
- 2018年亞洲運動會 男子三米跳板： - 銀牌
- 2018年亞洲運動會 男子双人三米跳板： - 金牌（與谢思埸合作）

### 跳水世界盃
- 2010年跳水世界盃男子双人10米跳台： - 金牌（與張雁全合作）
- 2012年跳水世界盃男子双人10米跳台： - 金牌（與張雁全合作）
- 2014年跳水世界盃男子双人10米跳台： - 金牌（與林躍合作）
- 2014年跳水世界盃男子雙人3公尺彈板： - 金牌（與林躍合作）
- 2014年跳水世界盃男子3公尺彈板： - 銀牌
- 2016年跳水世界盃男子雙人3公尺彈板： - 銀牌（與秦凱合作）
- 2018年跳水世界盃男子雙人3公尺彈板： - 金牌（與谢思埸合作）
- 2018年跳水世界盃男子3公尺彈板： - 銀牌

### 國際泳總世界跳水系列賽
- 2010年世界跳水系列賽男子雙人10公尺高臺： - 金牌（與張雁全合作）
- 2012年世界跳水系列賽男子雙人10公尺高臺（杜拜站、北京站）： - 金牌（與張雁全合作）
- 2013年世界跳水系列賽北京站男子雙人10公尺高臺： - 金牌（與張雁全合作）
- 2014年世界跳水系列賽男子雙人3公尺彈板： - 金牌（與林躍合作）
- 2014年世界跳水系列賽男子雙人10公尺高臺： - 金牌（與林躍合作）
- 2014年世界跳水系列賽男子雙人10公尺高臺： - 金牌（與林躍合作）
- 2015年世界跳水系列賽男子3公尺彈板： - 銀牌
- 2015年世界跳水系列賽男子雙人3公尺彈板（北京站、杜拜站、喀山站、倫敦站）： - 金牌（與秦凱合作）
- 2015年世界跳水系列賽男子3公尺彈板（杜拜站、倫敦站）： - 銅牌
- 2016年世界跳水系列賽男子3公尺彈板（北京站、杜拜站、溫莎站、喀山站）： - 金牌
- 2016年世界跳水系列賽男子雙人3公尺彈板（北京站、杜拜站、溫莎站）： - 金牌（與秦凱合作）
- 2017年世界跳水系列賽男子雙人3公尺彈板（北京站、廣州站、喀山站）： - 金牌（與謝思埸合作）
- 2017年世界跳水系列賽男子3公尺彈板（喀山站）： - 金牌
- 2017年世界跳水系列賽男子3公尺彈板（廣州、溫莎站）： - 銅牌
- 2017年世界跳水系列賽男子雙人3公尺彈板（溫莎站）： - 銅牌（與謝思埸合作）

### 世界游泳錦標賽
- 2013年世界游泳錦標賽跳水比賽男子雙人10公尺高臺： - 銅牌（與张雁全合作）
- 2015年世界游泳錦標賽跳水比賽男子雙人3公尺彈板： - 金牌（與秦凱合作）
- 2017年世界游泳錦標賽跳水比賽男子雙人3公尺彈板： - 銀牌（與謝思埸合作）
- 2019年世界游泳錦標賽跳水比賽男子雙人3公尺彈板： - 金牌（與謝思埸合作）
- 2019年世界游泳錦標賽跳水比賽男子雙人10公尺高臺： - 金牌（與陈艾森合作）
- 2019年世界游泳錦標賽跳水比賽男子3公尺彈板： - 銀牌